# Ship Ahoy (album)
Ship Ahoy is een muziekalbum van de uit Philadelphia afkomstige r&b-groep The O'Jays. Het werd 10 november 1973 uitgebracht op Philadelphia International , het platenlabel van muziekproducenten Kenneth Gamble en Leon Huff die ook hun compositorisch medewerking verleenden. Het album was artistiek en commercieel een succes; het voerde de r&b-albumlijst aan en kwam in de Billboard 200 tot een elfde plaats, mede dankzij de hitsingles Put your hands together en For the Love of Money. Ship Ahoy haalde op 21 januari 1974 de gouden status en werd het bestverkochte r&b-album van dat jaar. Het album werd op 11 augustus 1992 met platina (een miljoen exemplaren) bekroond en is meerder keren heruitgebracht. Op de jublieumeditie uit 2003 staat als bonustrack een live-versie van Put your hands together; deze was opgenomen tijdens een concert in Londen in 1974.

## Achtergrond
Ship Ahoy bevat een mix van romantische teksten en sociaal-politiek commentaar. De eerste single, Put your hands together, is een gospelachtige oproep om samen te werken en bidden voor een betere toekomst. De tweede single, For the Love of Money, is een aanklacht tegen het materialisme met een groove die door het blad Rolling Stone werd omschreven als "ronduit opzwepend". Het lied, medegeschreven door bassist Anthony Jackson werd veelvuldig gecoverd en gesampled ; ook werd het gebruikt voor meer dan 75 verzamelalbums, diverse filmsoundtracks en als herkenningstune van het televisieprogramma The Apprentice.
Now That We Found Love werd in 1978 een hit voor reggaeband Third World en in 1992 voor rapper Heavy D.
Het titelnummer van Ship Ahoy gaat over de erbarmelijke omstandigheden waaronder de Afrikaanse gevangenen werden verscheept tijdens de Middenpassage van de Trans-Atlantische slavenhandel. Het lied, geschreven door Gamble en Huff, was oorspronkelijk bedoeld voor de soundtrack van de film Shaft in Africa, maar in plaats daarvan besloten de producenten het aan The O'Jays te schenken als onderdeel van een conceptalbum over de slavernij. Het negen minuten lange Don't Call Me Brother gaat over schijntolerantie ten aanzien van raciale gelijkheid en ligt min of meer in het verlengde van de hit Back Stabbers. In 1995 werden Ship Ahoy en Don't Call Me Brother door de Los Angeles Times tot de beste protestliederen van het trio gerekend.

## Hoesontwerp
De albumhoes is ontworpen door illustrator James Barkley en toont de drie zangers als ingescheepte slaven te midden van vele andere lotgenoten. Webzine PopMatters schreef in een recensie dat Gamble en Huff met deze illustratie niet alleen hun vrijheid als platenbazen toonden, maar ook hun verantwoordelijkheid namen om bewustzijn te prediken. Volgens het boek The Greatest Albums Covers Of All Time van Barry Miles was het hoesontwerp "voldoende om zelf de meest kortzichtige blanke muziekfans te doen inzien dat er een kentering gaande was."

## Tracklijst
Alle nummers zijn geschreven door Kenneth Gamble en Leon Huff, tenzij anders vermeld.

### Kant A
1. "Put your hands together" – 4:07
2. "Ship Ahoy" – 9:41
3. "This Air I Breathe" (Gamble, Bunny Sigler) – 3:53
4. "You Got Your Hooks in Me" (Sigler) – 5:34

### Kant B
1. "For the Love of Money" (Gamble, Huff, Anthony Jackson) – 7:19
2. "Now That We Found Love" – 4:41
3. "Don't Call Me Brother" (Gamble, Sigler) – 8:58
4. "People Keep Tellin' Me" (John Whitehead, Gene McFadden, Victor Carstarphen) – 4:00

## Personeel

### Muzikanten
- Lenny Pakula – arrangeur
- Leon Isley Brooks – keyboards
- Anthony Jackson – bas
- Eddie Levert – zang
- MFSB – orkest, diverse instrumenten
- William Powell – zang
- Walter Williams – zang
- Rocco Bene – trompetsolo's

### Productie
- James Barkley – illustratie
- Steven Berkowitz – A&R
- Kenny Gamble – producer, surroundmix
- Norman Harris – arrangeur
- Leon Huff – producer, surroundmix
- Don Hunstein – fotografie
- Ed Lee – artistiek leider